# Tarachidia semibrunnea
Tarachidia semibrunnea là một loài bướm đêm trong họ Noctuidae.